# José Triana (Leichtathlet)
José Triana Matamoros (* 30. November 1948 in Florida, Provinz Camagüey) ist ein ehemaliger kubanischer Sprinter.
1969 gewann er bei den Leichtathletik-Zentralamerika- und Karibikmeisterschaften Silber über 100 m.
Bei den Olympischen Spielen 1972 in München erreichte er in der 4-mal-100-Meter-Staffel das Halbfinale.
1973 holte er bei den Zentralamerika- und Karibikmeisterschaften erneut Silber über 100 m, und 1974 gewann er bei den Zentralamerika- und Karibikspielen Silber über 100 m und Bronze über 200 m.
Bei den Panamerikanischen Spielen 1975 in Mexiko-Stadt holte er Silber in der 4-mal-100-Meter-Staffel.

## Persönliche Bestzeiten
- 100 m: 10,1 s, 12. Juli 1972, Dresden
- 200 m: 20,5 s, 7. Juni 1973, Ostrava